# Juan Bautista Alberdi
Juan Bautista Alberdi (São Miguel de Tucumã, 29 de agosto de 1810 – Neuilly-sur-Seine, 19 de junho, 1884) foi um político, diplomata, escritor e um dos mais influentes ativistas liberais argentinos de seu tempo. Passou a maior parte de sua vida no exílio em Montevidéu e no Chile.
Autor do livro Bases y puntos de partida para la organización política de la República Argentina que serviu como uma das inspirações para a elaboração da Constituição da Argentina. Também escreveu El imperio del Brasil ante la democracia de América, publicado em 1869, onde o autor discorre sobre a posição do Brasil no Prata.